# Hiram Maristany
Hiram Maristany (10. srpna 1945, New York – 10. března 2022) byl americký fotograf. V letech 1974 až 1977 byl ředitelem El Museo del Barrio. Maristany zemřel 10. března 2022 ve věku 76 let.